# NGC 6920
NGC 6920 ist eine linsenförmige Galaxie vom Hubble-Typ S0 im Sternbild Oktant am Südsternhimmel. Sie ist schätzungsweise 110 Millionen Lichtjahre von der Milchstraße entfernt.
Das Objekt wurde am 21. Juli 1835 von John Herschel entdeckt.